# Припуск
При́пуск у металообробці — шар металу, надлишковий відносно розмірів майбутнього виробу, що його знімають із заготовки в процесі механічної обробки.
За ДСТУ 2391-94: Припуск — шар матеріалу, який усувають з поверхні заготовки з метою досягнення заданих властивостей оброблюваної поверхні. 

## Основні поняття
Числове значення припуску визначають різницею між розміром заготовки і розміром деталі по робочому кресленню; припуск задається на сторону. Поняття двостороннього припуску найчастіше відноситься до обробки циліндричних поверхонь і тоді воно рівнозначне поняттю припуску на діаметр. З іншого боку, числові значення припуску безпосередньо пов'язані з режимом різання при обробці — глибиною різання. Тому вживанішими і зручнішими для практичного використання вважають припуски на сторону.
Припуск на обробку передбачають, зважаючи на можливу неточність форми і розмірів заготовок, підвищену шорсткість їхніх поверхонь, наявність дефектів у поверхневому шарі. Величину припуску встановлюють залежно від способу одержання заготовок — литтям, штампуванням, вальцюванням тощо, їхньої наступної обробки.

## Види припусків
Припуски поділяють на загальні — ті, що видаляються протягом всього процесу обробки даної поверхні, і міжопераційні, що видаляються при виконанні окремих операцій. Загальний припуск на обробку дорівнює сумі міжопераційних при пусків на всіх технологічних операціях від заготовки до отримання готової деталі.
Міжопераційний припуск складається із суми припусків, відведених на чорновий, напівчистовий і чистовий проходи даної операції.

## Призначення припусків
Призначення припусків на механічну обробку — важлива задача, оскільки від їх чисельних значень залежить ефективність технологічного процесу і якість оброблюваних поверхонь. У реальному проектуванні треба прагнути до того, щоб призначені припуски були мінімально необхідними і достатніми. З першої умови випливає, що припуски не повинні бути надмірно великими, що сприяє економії металу, зниженню трудомісткості й вартості наступних технологічних операцій, але вимагає кращого обладнання, точнішої (кваліфікованішої) роботи, досконалішої організації виробництва. За другою умовою припуски повинні гарантувати якісне виготовлення деталей за всіма параметрами точності і станом поверхневого шару.
Числові значення загального припуску і його розподіл між проходами окремої операції зазвичай здійснюють за нормативними таблицями в залежності від методів отримання заготовок, геометричних форм та конструктивних розмірів деталей, хоча можливим є і розрахунковий метод призначення припуску.